# Nel nome del male
Nel nome del male è una miniserie televisiva del 2009 in due puntate sul fenomeno delle sette sataniche in Italia. Con protagonista Fabrizio Bentivoglio, al suo primo ruolo in televisione, la miniserie è diretta da Alex Infascelli e scritta da Paola Barbato e Salvatore De Mola, in collaborazione con lo stesso Infascelli.

## Trama
Giovanni Baldassi è un piccolo imprenditore che vive una esistenza tranquilla ed agiata, al fianco della moglie casalinga Lucia e dei due figli. Il più grande dei due figli, l'adolescente Matteo, però sembra nascondere molti segreti. Un giorno infatti il ragazzo scompare nel nulla, e dopo i primi sospetti che si tratti di un rapimento o di una fuga, si fa strada un'inquietante ipotesi, dettata da alcuni macabri ritrovamenti di Giovanni nel garage di casa.
La famiglia Baldassi fa la conoscenza di Anna Nodali, una donna la cui figlia è scomparsa nelle stesse misteriose circostanze di Matteo, ed è convinta che sia stata irretita da qualche setta. Dopo un primo momento di rifiuto, Giovanni Baldassi indaga nella vita del figlio, scoprendo che in effetti il ragazzo stava frequentando luoghi e persone dedite al satanismo. Le indagini dell'uomo però sembrano iniziare ad infastidire qualcuno, che comincia a procurare misteriosi incidenti. Anche la moglie di Giovanni, caccia il marito di casa, colpevole di aver gettato una cattiva fama sulla famiglia.
Trasferitosi a Trieste, Giovanni continua le sue indagini insieme ad Anna, e qui conosce Riccardo Tramer, il carismatico leader di una setta, che lo introdurrà nell'ambiente macabro ed insano delle sette demoniache, nella speranza di poter ritrovare il figlio Matteo.

## Produzione
È stato girato a Trieste e a Nichelino, in provincia di Torino; alcune scene sono state riprese in mezzo al verde della collina torinese, in particolare a Pino Torinese.
È stata la prima fiction italiana girata con macchine da presa Red HD.

## Messa in onda
La miniserie è andata in onda in prima serata sul canale Sky Cinema Uno il 2 e il 3 giugno 2009.